# Skócia címere

Skócia címere

Skócia címere egy sárga színű pajzs rajta egy ágaskodó, vörös oroszlánnal. A pajzstartó két egyszarvú, melyek mellső lábukkal a két skót zászlót tartják. A pajzs felett egy sisakon ülő vörös oroszlán látható, jogart és országalmát tartva.
A címer tetején az In Defens jelmondat olvasható, ami az In My Defens God Me Defend („A védekezésemben Isten engem véd ”) rövidített formája.
Skócia jelmondata: Nemo me impune lacessit (Senki sem ingerelhet/zaklathat büntetlenül).